# Tomas Locatelli
Pour les articles homonymes, voir Locatelli.
Tomas Locatelli  est un footballeur italien, né le 9 juin 1976 à Bergame. Il évolue au poste de milieu offensif.

## Clubs successifs
- 1992-1995 : Atalanta Bergame  Italie
- 1995-1996 : Milan AC  Italie
- 1996-2000 : Udinese Calcio  Italie
- 2000-2005 : Bologne FC  Italie
- 2005-2008 : AC Sienne  Italie
- 2008-2010 : AC Mantoue  Italie
- Nov. 2010-2011 : SPAL Ferrara  Italie[1]
- Avr.-juin 2011 : Atletico Arezzo  Italie

## Sélections
- 2 sélections et 0 but avec l'équipe d'Italie entre 1999 et 2000
- 10 sélections et 1 but avec l'équipe d'Italie des moins de 21 ans entre 1994 et 1997
- 8 sélections et 1 but avec l'équipe d'Italie des moins de 18 ans entre 1993 et 1994
- 3 sélections et 0 but avec l'équipe d'Italie des moins de 16 ans entre 1991 et 1992